# ریکو کیوچی
ریکو کیوچی (به انگلیسی: Reiko Kiuchi؛ زادهٔ ۱۰ ژوئیهٔ ۱۹۶۸) یک صدا پیشهٔ اهل ژاپن است. وی از سال ۱۹۹۷ میلادی تاکنون مشغول فعالیت بوده‌است.